# Вековиці (Західнопоморське воєводство)
Вековиці (пол. Wiekowice) — село в Польщі, у гміні Дарлово Славенського повіту Західнопоморського воєводства.
Населення — 642 особи (2011).
У 1975-1998 роках село належало до Кошалінського воєводства.

## Демографія
Демографічна структура станом на 31 березня 2011 року:
|          | Загалом | Допрацездатний вік | Працездатний вік | Постпрацездатний вік |
| -------- | ------- | ------------------ | ---------------- | -------------------- |
| Чоловіки | 328     | 75                 | 230              | 23                   |
| Жінки    | 314     | 73                 | 166              | 75                   |
| Разом    | 642     | 148                | 396              | 98                   |